# Pachira pulchra
Pachira pulchra är en malvaväxtart som beskrevs av Jules Émile Planchon, Amp; Linden, José Jéronimo Triana och Planch.. Pachira pulchra ingår i släktet Pachira och familjen malvaväxter. Inga underarter finns listade i Catalogue of Life.